# Silsila (Film)
Silsila (Hindi: सिलसिला, übersetzt: Affäre) ist ein Bollywoodfilm aus dem Jahr 1981.

## Handlung
Shekhar ist Kampfpilot und mit seiner großen Liebe Shobha liiert. Eines Tages kommt Shekhars jüngere Bruder und Poet Amit Malhotra zu Besuch. Bei seinem Aufenthalt gibt Shekhar sein Versprechen erst zu heiraten, wenn Amit ebenfalls eine Frau fürs Leben gefunden hat, um eine Doppelhochzeit zu veranstalten.
Tatsächlich verliebt sich der Poet in die schöne Chandni, die er kurz zuvor getroffen hatte. Als die beiden ans heiraten denken, kommt die schreckliche Nachricht: Shekhar ist bei einem Manöver ums Leben gekommen.
Erschwerend kommt noch hinzu, dass Shekhar eine schwangere Shobha hinterlassen hat. Für eine indische Frau ist dies eine schreckliche Situation, da sie von der Gesellschaft ausgegrenzt wird. Nun sieht Amit sich verpflichtet ihr zu helfen. Er opfert seine eigene Liebe und schließt den Bund der Ehe mit Shobha. Es stellt sich heraus, dass Shobha eine Fehlgeburt hat, doch langsam entwickelt sich eine Zuneigung zwischen dem Paar.
Wie das Schicksal es so will taucht Chandni auf, die inzwischen mit dem Arzt V. K. Anand verheiratet ist. Es lässt nicht lange auf sich warten, da flammt die alte Liebe zwischen Amit und Chandni wieder auf und sie beginnen eine Affäre.
Obwohl die beiden alles versuchen ihre Affäre geheim zu halten, merkt Shobha Amits Zuneigung zu Chandni. Auch Chandnis Ehemann entgeht dies nicht. Trotzdem lieben sie ihre Ehepartner und wollen sich nicht von ihnen trennen.
Doch Amit und Chandni haben andere Pläne. Amit gesteht Shobha seine Liebe zu Chandni und trennt sich von Shobha. Er und Chandni reisen nach Shimla, wo sie dann von Shobha erfahren, dass Chandnis Ehemann ein Flugzeugunglück hat. Schockiert von dieser Nachricht machen sie sich schnell auf den Weg zur Unfallstelle. Dort ankommend rettet Amit dem Doktor das Leben. Chandni und Anand fallen sich erleichtert in die Arme und Shobha gesteht ihrem Ehemann schwanger von ihm zu sein. Schließlich finden Amit und Shobha auch wieder zusammen und Amit verspricht, sie nie wieder alleine zu lassen.

## Musik
| Liedtitel              | Sänger                            |
| ---------------------- | --------------------------------- |
| Dekha Ek Khwab         | Kishore Kumar, Lata Mangeshkar    |
| Yeh Kahaan Aa Gaye Hum | Lata Mangeshkar, Amitabh Bachchan |
| Rang Barse             | Amitabh Bachchan                  |
| Ladki Hai Ya Shola     | Kishore Kumar, Lata Mangeshkar    |
| Sar Se Sarke           | Kishore Kumar, Lata Mangeshkar    |
| Neela Aasman – Part 1  | Amitabh Bachchan                  |
| Neela Aasman – Part 2  | Lata Mangeshkar                   |
| Jo Tum Todo Piya       | Lata Mangeshkar                   |
| Khudse So Waada Kiya   | Pamela Chopra                     |
| Bahan Jinah Di Pakdiye | Rani Harban, Party                |

Die Texte der Filmlieder schrieben Javed Akhtar, Rajendra Krishan, Hasan Kamal, Nida Fazli und Harivansh Rai Bachchan.

## Trivia
Es wird gesagt, dass der Film auf Amitabh Bachchans Leben der Ende 70er und Anfang 80er basiert, da wirklich Gerüchte aufkamen, dass er und Rekha eine Affäre haben, obwohl er bereits mit Jaya Bhaduri verheiratet war.